# 金昭牌坊
金昭牌坊位于浙江省温州市永嘉县岩头镇上村，为明嘉靖四十四年（1565年）金昭进士及第时所建。金昭（1516-1581），字懋卿，号霞峰，明嘉靖四十四年（1565年）中进士，官至江西瑞州知府。牌坊为六柱三楼式木构建筑，平面呈横长方形，高7.63米，通面宽9.9米，进深2.35米。明间两柱为方石柱，次间两柱为木柱。柱脚前后置石抱鼓，柱础为覆盆式。牌坊两外侧立有四角柱。明、次间均有阑额、由额、额枋等，各施雀替、丁头栱，正额前后悬匾。屋脊用薄砖砌成清水花脊，脊面刻如意花草。明间屋脊两端饰龙头吻；次间脊端饰凤头吻，两垂脊脊端饰飞凤
。1989年12月12日列入浙江省文物保护单位，2013年5月列入第七批全国重点文物保护单位。